# Бретт, Джереми
Пи́тер Дже́реми Уи́льям Ха́ггинс (англ. Peter Jeremy William Huggins; 3 ноября 1933 — 12 сентября 1995), известный под псевдонимом Дже́реми Бретт (англ. Jeremy Brett) — английский актёр. Наиболее известен по роли Шерлока Холмса в сериале «Приключения Шерлока Холмса» (1984—1994).

## Ранние годы
Питер Джереми Уильям Хаггинс родился в деревне Берксвелл, графство Уорикшир, в семье Элизабет Эдит Кэдбери Батлер и подполковника Генри Уильяма Хаггинса. У него было три старших брата, Джон, Майкл и Патрик. Он получил образование в Итонском колледже, где, по собственным словам, был «кошмаром преподавателей», приписывая свои учебные проблемы дислексии.
Он обучался в Центральной школе сценической речи и драматического искусства, которую окончил в 1954 году. Отец Хаггинса, однако, посчитал профессию актёра весьма сомнительной и запретил ему использовать фамилию для сцены, после чего Питер Джереми выбрал псевдоним Бретт, который позаимствовал на костюме марки «Brett & Co».

## Карьера
Бретт учился актёрскому мастерству в Центральной школе речи и драмы в Лондоне, куда поступил в 1951 году. Его профессиональный актёрский дебют состоялся в 1954 году в театре Лайбрери в Манчестере. В Лондоне он впервые вышел на сцену в составе труппы Олд Вик в 1956 году. В основном Бретт играл персонажей классических произведений, как на ранних этапах своей карьеры, в труппе Олд Вик, так и позже — в Королевском национальном театре. По этому поводу он шутил, что как актёру ему «редко удавалось попасть в XX век».
Бретт впервые появился на телеэкране в 1954 году, а в кино — годом спустя.
Он исполнял ведущие роли во многих сериалах, наиболее заметной стала его работа в телепостановке «Три мушкетёра» (1966), где он сыграл Д’Артаньяна.
В 1973 году Бретт сыграл Бассанио в телепостановке по пьесе Шекспира «Венецианский купец», где Лоренс Оливье сыграл Шейлока, а Джоан Плаурайт — Порцию.
Бретт нечасто появлялся в большом кино. В самом начале своей карьеры, однако, он снялся в двух знаменитых фильмах, причём в обоих его партнёршей была очаровательная Одри Хепбёрн. В 1956 г. он сыграл Николая Ростова в голливудской экранизации романа Льва Толстого «Война и мир», а в 1964 г. — Фредди Эйнсворд-Хилла в мюзикле «Моя прекрасная леди». В мюзикле вместо него пел Билл Ширли, хотя у самого Бретта был прекрасный певческий голос. В 1968 году в телевизионной экранизации оперетты «Веселая вдова», он исполнял роль Данило и пел сам.
Позже он рассказывал: «Я хотел стать настоящим оперным певцом. Когда я отправился в Рим на съемки „Войны и мира“, я встретил одну даму-профессора, замечательного учителя пения, и она сказала: „У вас прекрасный тенор. Вам нужно прекратить играть и сниматься. Вы должны посвятить свою жизнь пению“. Но в нашей профессии, если ты поёшь, тебя не воспринимают всерьёз как актёра. Так что последнее, что я спел, была партия Данило в „Веселой вдове“. А потом мне пришлось остановиться, потому что я осознал, что меня воспринимают как поющего актёра, а это совсем другой жанр» (из интервью Джереми Бретта 6 ноября 1991 г. Kevin Murphy’s Web Archives (англ.)).
В 1967 г., когда Шон Коннери прекратил сниматься в роли Джеймса Бонда, Гарри Зальцман и Альберт Р. Брокколи рассматривали кандидатуру Бретта на эту роль для съёмок в фильме «On Her Majesty’s Secret Service» («На секретной службе Её Величества»). Роль досталась австралийцу Джорджу Лэзенби. Во второй раз Бретта хотели пригласить в «Бондиану» в 1973 г., когда снимался фильм «Live and Let Die» («Живи и дай умереть»), но роль вновь была отдана другому актёру, Роджеру Муру.
Все, кому довелось увидеть актёрские работы Джереми Бретта, не могут не отметить его чёткую, отточенную дикцию. С рождения, однако, он страдал расстройством речи и не мог правильно произносить звук «r». Причиной являлся врожденный порок — неправильное строение языка. В подростковом возрасте Бретт перенёс корректирующую операцию, а затем в течение многих лет тренировал произношение, вследствие чего и приобрёл завидную дикцию и способности к продуманному, выверенному интонированию. Позже он говорил, что проговаривает речевые упражнения ежедневно, вне зависимости от того, работает он в этот день или нет.

### Джереми Бретт — Шерлок Холмс
Хотя за свою 40-летнюю карьеру Бретт сыграл множество ролей, публика запомнила его прежде всего как исполнителя роли Шерлока Холмса в сериале, снятом Granada Television в 1984—1994 годах по сценариям Джона Хоксуорта, в основу которых легли рассказы Артура Конан Дойла о великом детективе. Джереми Бретт снялся в 41 серии этого цикла, хотя он не без оснований боялся остаться «актёром одной роли», а также несмотря на неоднократные заверения Бретта, что по множеству параметров и в силу особенностей характера роль холодного, рассудительного сыщика ему просто не подходит.
«Я не подхожу на эту роль, мое амплуа — романтические и героические персонажи. И я постоянно чувствовал, что мне нужно прятать огромную часть меня самого, поэтому, думаю, я часто выглядел бесцеремонным, иногда даже несколько грубым», (IMDB (англ.)) — рассказывал актёр.
Несмотря на это, Джереми Бретт — признанный Шерлок Холмс своего времени, каким был Бэзил Рэтбоун в 1940-х годах. Зрители разных стран мира — а сериал демонстрировался в десятках стран Европы и Америки — благодаря талантливой актёрской игре и достаточно точной передаче канонического текста Дойла в постановке Granada Television (в чём также немалая заслуга Бретта) соотносят этот литературный персонаж исключительно с образом, созданным Джереми Бреттом.
В период работы над сериалом Бретт сыграл Холмса и в театре. В 1988 году в Лондоне был поставлен спектакль «Секреты Шерлока Холмса», где он играл сыщика в паре с Эдвардом Хардвиком, актёром, который в то время играл доктора Ватсона в сериале. Спектакль был приурочен к 100-летию создания книг о Холмсе и шёл до 1990 года.
Интересно, что Бретт также сыграл на сцене доктора Ватсона (Холмса играл Чарльтон Хестон) в лос-анджелесской постановке «The Crucifer of Blood» (пьеса Пола Джованни по повести Конан Дойла «Знак четырёх») в 1980 году.
«Ватсон — куда больше мой герой. Ватсон заботливый, тёплый, солнечный человек, полный энергии — он обижается или расстраивается, когда его друг груб с ним или с кем-либо другим. Это гораздо больше похоже на меня. Играть Ватсона было огромным удовольствием», (IMDB (англ.)) — вспоминал Бретт.
Начав играть Холмса — роль, которая требовала от него большой профессиональной отдачи и занимала огромную часть его времени — Бретт уже нечасто появлялся в других проектах.

## Личная жизнь
В 1958 году Бретт женился на актрисе Анне Мэсси. В 1959 году у них родился сын, Дэвид Хаггинс, ставший иллюстратором и писателем. Бретт и Мэсси развелись в 1962 году; Мэсси утверждала, что он оставил её ради другого мужчины. С 1969 по 1976 год он состоял в отношениях с актёром Гэри Бондом. В конце 1970-х годов он также имел отношения с актёром Полом Шенаром.
В 1976 году Бретт женился на продюсере Джоан Салливан Уилсон. Она умерла от рака в 1985 году.

## Последние годы жизни и смерть
Бретт страдал от биполярного расстройства.
В последнее десятилетие жизни он несколько раз ложился в больницу для лечения своего недуга, однако состояние его здоровья заметно ухудшалось.
12 сентября 1995 года Джереми Бретт скончался во сне в собственном доме в Клэпхем Коммон от сердечного приступа.

## Фильмография
Актёрские работы Джереми Бретта в кино и на телевидении перечислены на сайте IMDB (англ.), а также на специализированном ресурсе Screenonline (British Film Institute) (англ.)
- 1954 — Свенгали / Svengali — Пьер (в титрах не указан)
- 1956 — Война и мир / War and Peace — Николай Ростов
- 1957 — Продюсерская витрина/ Producers' Showcase -Парис (1 эпизод)
- 1960 — Зал славы Hallmark (телесериал) / Hallmark Hall of Fame -Малкольм (1 эпизод)
- 1961 — BBC: Пьеса воскресного вечера/ «BBC Sunday-Night Play» -Джулиан Беннет (1 эпизод)
- 1962 — Самый край / The Very Edge -Муллен
- 1962 — Ужин с семьей / Dinner with the Family (ТВ)
- 1962 — The Ghost Sonata (ТВ) — студент
- 1962 — Дикие и жаждущие / The Wild and the Willing — Гилби
- 1963 — Девушка в газетных заголовках / Girl in the Headlines — Джордан Бэйкер
- 1960—1963 — ITV Пьеса недели / ITV Play of the Week — Эйнджел Клэр (3 эпизода)
- 1964 — Act of Reprisal
- 1964 — Моя прекрасная леди / My Fair Lady — Фредди Эйнсфорд-Хилл
- 1965 — Стучись в любую дверь / Knock on Any Door — Дэвид (1 эпизод)
- 1966 — Тайна и воображение / Mystery and Imagination — Сэр Джон Малтрэверс (1 эпизод)
- 1966 — Шопен и Жорж Санд — годы творчества / Chopin and George Sand — The Creative Years (ТВ) — Шопен
- 1967 — Quite an Ordinary Knife (ТВ) -Джино
- 1966—1967 — Три мушкетёра (телесериал) / The Three Musketeers — д’Артаньян (10 эпизодов)
- 1967 — Барон / Тhe Baron — Джефф Уолкер (1 эпизод)
- 1961—1967 — Театр в кресле/ Armchair Theatre — Дориан Грей (3 эпизода)
- 1967 — Кенильворт/ Kenilworth (ТВ) — Эдмунд
- 1966—1967 — Театр 625 / Theatre 625 — Джакомо Казанова (2 эпизода)
- 1968 — For Amusement Only — Генри (1 эпизод)
- 1968 — Весёлая вдова / The Merry Widow (ТВ)
- 1969 — Чемпионы / The Champions — бек (1 эпизод)
- 1969 — Идеальный муж / An Ideal Husband — Лорд Горинг
- 1970 — Лорд Байрон / Lord Byron (ТВ) — Байрон
- 1971 — Николай и Александра / Nicholas and Alexandra (в титрах не указан)
- 1973 — Защитники / The Protectors — Каан (1 эпизод)
- 1973 — Country Matters — Капитан Блейн (1 эпизод)
- 1973 — Изображая Кэтрин Мэнсфилд / A Picture of Katherine Mansfield — Джон Миддлтон Мюррей (6 эпизодов)
- 1973 — Венецианский купец / The Merchant of Venice (ТВ) — Бассанио
- 1974 — Haunted: The Ferryman (ТВ) — Шеридан Оуэн
- 1974 — Триллер / Thriller — Питер Тауэр (1 эпизод)
- 1974 — Wide World Mystery — Питер Тауэр (1 эпизод)
- 1974 — Дела сердечные / Affairs of the Heart — Капитан Йоль(1 эпизод)
- 1974 — Дженни: Леди Рудольф Черчиль/ Jennie: Lady Randolph Churchill — Граф Карел Кински (2 эпизода)
- 1975 — Блудная дочь/ The Prodigal Daughter (ТВ) — Отец Дэйли
- 1975 — A Legacy — Эдвард Мерц (4 эпизода)
- 1975 — Ten from the Twenties — Уилли Эдвардс (1 эпизод)
- 1975 — Твигги / Twiggy
- 1976 — Piccadilly Circus — хозяин цирка (неизвестные эпизоды)
- 1976 — Портрет Дориана Грея / The Picture of Dorian Gray — Бэзил Холлуорд
- 1977 — Сверхъестественное/ Supernatural — мистер Найтингейл (1 эпизод)
- 1977 — Young Daniel Boone — Лэнгфорд (1 эпизод)
- 1978 — Невероятный Халк (телесериал) / The Incredible Hulk — Джеймс Джослин (1 эпизод)
- 1978 — Прикосновение медузы / The Medusa Touch — Эдвард Пэрриш
- 1979 — Ребекка / Rebecca (ТВ) — Максим де Винтер
- 1979 — Супруги Харт / Hart to Hart — Мэйсон Паркс (1 эпизод)
- 1980 — Звёздный крейсер Галактика 1980 (телесериал) / Galactica 1980 — Ксавиар / Лейтенант Нэш
- 1981 — Макбет / Macbeth — Макбет
- 1981 — Мадам Икс / Madame X (ТВ) — д-р Терренс Кейт
- 1981 — Хороший солдат / The Good Soldier (ТВ) — Эдвард Эшбарнем
- 1981 — Остров Чайка / Seagull Island — Дэвид Малкольм (4 эпизода)
- 1982 — Барретты с Уимпоул-стрит / The Barretts of Wimpole Street (ТВ) — Роберт Браунинг
- 1969—1982 — BBC: Пьеса месяца / BBC Play of the Month — Бэзил Холлуорд (6 эпизодов)
- 1983 — Номер 10 / Number 10 — Уильям Питт Младший (1 эпизод)
- 1984 — Лодка любви (телесериал) / The Love Boat — Эрнест (1 эпизод)
- 1984 — Morte d’Arthur (ТВ) — король Артур
- 1985 — Флоренс Найтингейл / Florence Nightingale (ТВ) — Уильям Найтингейл
- 1985 — Обманы / Deceptions (ТВ) — Брайан Фоксворт
- 1984—1985 — Приключения Шерлока Холмса (телесериал) / The Adventures of Sherlock Holmes — Шерлок Холмс
- 1987 — Знак четырёх / The Sign of Four (ТВ) — Шерлок Холмс
- 1986—1988 — Возвращение Шерлока Холмса (телесериал) / The Return of Sherlock Holmes — Шерлок Холмс
- 1988 — Собака Баскервилей / The Hound of the Baskervilles (ТВ) — Шерлок Холмс
- 1992 — ITV Telethon — Шерлок Холмс
- 1991—1993 — Журнал Шерлока Холмса (телесериал)/ The Casebook of Sherlock Holmes — Шерлок Холмс (9 эпизодов)
- 1994 — Мемуары Шерлока Холмса (телесериал) / The Memoirs of Sherlock Holmes — Шерлок Холмс (6 эпизодов)
- 1995 — Бешеные псы и англичане (Волкодав и англичане) / Mad Dogs and Englishmen — Тони Вернон Смит
- 1996 — Молль Флендерс / Moll Flanders — отец художника

## Театральные работы
Перечень театральных ролей Джереми Бретта можно найти на любительском сайте A Dedication to Jeremy Brett (англ.)

## В культуре
- Салим Гази Саиди посвятил Джереми Бретту песню For Jeremy, Embodying the Mastermind со своего нового альбома Human Encounter, вышедшего в 2011 году[3].
- Йохан Берке в 2011 году исполнил песню "Till Jeremy Brett" из альбома  Scener ur det förgågna
- Американская музыкальная группа Poi Dog Pondering исполнила песню "I'm in love with Jeremy Brett"